# Palacio de El Quexigal
El Quexigal (o Quejigal) es un palacio renacentista situado en el municipio de Cebreros (Ávila), a 74 km de Madrid.

## Historia
Fue construido en 1563 por el arquitecto Juan de Herrera. La suntuosa residencia estaba considerada como la casa de campo más lujosa de Europa. En él se alojó el rey Felipe II en sus desplazamientos hacia el Monasterio de El Escorial.
En 1564 Felipe II adquirió la propiedad de El Quejigal para que sirviera de sustento maderero a la obra del Monasterio de El Escorial. Una vez talados todos los pinos que había en dicha propiedad, se decidió probar a cultivar en dicho terreno viñas y olivos, dando buen resultado. «Tras esto, pareció como necesario hacer bodega y lagares en que hacer el vino y se conservase, y así, poco a poco, llamando unas cosas a otras, se vino a fabricar una grande y hermosa casa con muchos aposentos, lagares y bodegas bastantes, así para el vino como para el aceite y para todo lo que allí puede cogerse. Cercóse toda la viña al derredor con una pared de piedra seca, que tiene seis o siete pies de alto».
En el Quexigal se reunieron aristocráticos personajes de la época y continuaron esta tradición sus posteriores dueños, los señores de Sáenz de Heredia y Valenzuela. A estos (en 1926) les compró Trinidad von Scholtz-Hermensdorff, duquesa viuda de Parcent la finca, que fue cedida a su hija Piedita Yturbe casada con Maximiliano Eugenio de Hohenlohe-Langenbug, princesa de Hohenlohe, matrimonio que siguió celebrando en él señoriales reuniones.
En la posesión existían un palacio, residencia de los antiguos propietarios de la finca. Tras adquirir la propiedad se iniciaron obras de arreglo de cubiertas y fabricación de nuevas puertas, ventanas… de forma que cuando la obra quedó terminada, el 20 de agosto de 1564, el prior de San Lorenzo, fray Juan Huete, escribía a Felipe II: «…tenemos adereçada la casa que allí estava perdida de manera que su majestad podrá tener en ella más y mejor aposento que en el Escurial» (Zona A).
Pero tras las primeras cosechas la casa resultó insuficiente y se procedió a la ampliación de ésta. Así pues Juan de Herrera diseñó un cuarto de poniente que se situó paralelamente al ya existente o cuarto de levante (Zona B). Cuando la construcción de este cuarto hubo terminado, en 1584, la producción de vid y olivo era tan abundante que hacía insuficiente el espacio construido, con lo que se decide la construcción del cuarto del cierzo (Zona C) que quedó terminado en 1588. La casa quedó constituida como un edificio grande, en forma de «U», construido en ladrillo con fajas de cal y canto. El Padre Sigüenza lo describe como 

…tan capaz y de tan buenos aposentos, que cuando van allí las personas reales tienen donde aposentarse y estar bien acomodados, y una capilla grande y espaciosa donde se les dice misa.

 La actual fachada de la casa (Zona D) fue levantada en 1590 como una forma de terminar el rectángulo del edificio. La dehesa contaba también con una capilla fuera de la casa 

...que son reliquias de una iglesia antigua que allí había.

El Quejigal sirvió tanto de casa de placer para Felipe II, quien residió en ella en algunas ocasiones, como de lugar de producción y abastecimiento para el Monasterio de El Escorial. Durante tres siglos, la dehesa perteneció a la orden jerónima quién la administró o delegó su administración a arrendatarios.
En una petición de un arrendatario se dice que 

...es notorio que el terreno del Quejigar se halla casi del todo inculto por no permitirlo su calidad y que por lo tanto si se han de hacer en él algunas mejoras será en fuerza de sacrificios que muy tarde han de ser remunerados. Sin más que esta razón el Patrimonio conocerá que una 3.ª parte de la renta ofrecida por la posesión del «Santo» es la que por las viñas, olivares, tierras de labor y casa del «Quejigar», puede darse.

La desamortización de 1869 despropió la finca de El Quejigal, la cual pasó a ser propiedad de la familia Sainz de Heredia. Más tarde pasó a los Valenzuela quienes en 1928 la vendieron a la Duquesa de Parcent, quien la cedió a su hija Piedita Yturbe, como regalo de boda con el príncipe Max von Hohenlohe-Lagenburg. En 1979 la propiedad, y todo su contenido, fue subastada por Sotheby’s. A partir de ese momento la finca del Quejigal pasó a manos de Vega-Sicilia, quienes en la actualidad producen en ella vino blanco y miel.
En 1926, la duquesa de Parcent efectuó reformas que costaron en la época varios millones de pesetas, bajo la dirección de Luis Bellido, arquitecto municipal de Madrid.

## Descripción
Los tapices de Gobelinos adornaron sus salones y galerías, así como diversos cuadros de todas las escuelas (Berruguete, Murillo, El Greco, Gallegos, Aponte, Tiépolo, Carrero, László y otros destacados artistas), destacando entre ellos algunos primitivos, pintados en los siglos XIV y XV y una colección de pinturas al pastel de la que sólo existe otra igual en el Palacio Real de Madrid. En él podían verse, además, espléndidas colecciones de cerámica que adornaban el comedor, entre las cuales sobresalía una colección de porcelanas de Talavera, con 3400 piezas considerada como única en el mundo y la mayor que se reunió nunca. El comedor estaba también decorado con muebles de antiguos palacios franceses.
Destacaban asimismo una valiosísima colección de más de una docena de tapices antiquísimos de Cuenca y más de doscientas tallas policromadas, entre las que sobresalían los doce apóstoles. Poseía también una famosa biblioteca, con unos cinco mil libros, entre los que sobresalían destacados incunables.
El palacio, simétrico, estaba construido de piedra maciza y tenía 8000 metros cuadrados de edificación y 84 habitaciones. El edificio tenía un amplio patio en el centro y en la planta baja se hallaban situados sus magníficos salones en los que se encontraban los valiosísimos cuadros antes citados y reposteros.
El Quexigal estaba rodeado de bellos jardines y de la finca, con más de 1800 hectáreas, en las que predominaban los viñedos y pinares. En la finca llegaron a vivir más de cien familias. Poseía también varias puertas talladas, de los siglos XII y XIII.
En 1956 sufrió un incendio que lo destruyó por completo, aunque se lograron salvar diversas joyas, entre ellas la famosa diadema de los Hohenlohe. En los años 1970, la finca alojaría un famoso safari.
La familia Hohenhole vendió la Real Heredad del Quexigal al grupo de empresas Eulen, que la gestiona actualmente.